# チャンピオンズリーグダイジェスト!
チャンピオンズリーグダイジェスト!は、WOWOWが制作するUEFAチャンピオンズリーグ及びUEFAヨーロッパリーグの試合速報や解説の試合分析をメインに扱ったサッカー番組。

## 概要
WOWOWがUEFAチャンピオンズリーグ及びUEFAヨーロッパリーグ2020-2021シーズン決勝トーナメント全試合の放映権獲得に伴い、2021年2月19日金曜日24時より放送開始。
初回放送は毎週金曜日23時-24時（グループステージ開催週は24時30分まで拡大）、WOWOWライブで放送。WOWOWオンデマンドでも生配信、アーカイブ配信される。2022-2023シーズンまでエル・クラシコ開催直前のみ、90分拡大版として放送された。
2024年9月21日よりU-NEXTにてサッカーパック契約者向け配信を、翌22日よりLeminoにて無料配信をそれぞれ開始した。

## 主な出演者

### 現在
- MC　薮宏太（男性アイドルグループHey! Say! JUMPメンバー[4][5] [注釈 1]、2021年2月19日 - ）
- 進行　宮脇美咲（フリーアナウンサー・生島企画室所属、2023年2月17日 - ）
- レギュラー解説　安永聡太郎（2021年2月19日 - ）、風間八宏（2021年3月19日 - ）、坪井慶介（2024年4月12日 - ）（1名出演・交代制）[6]
- ハイライト実況　横内洋樹、田中大士、柄沢晃弘（ともにWOWOWアナウンサー・隔週）[注釈 2] [7]

### 過去
- 進行
  - 福長英未（フリーアナウンサー・元TBSスパークル所属、2021年2月19日 - 2021年12月10日）
  - 川又智菜美（フリーアナウンサー・セント・フォース所属、2022年2月18日 - 2022年11月4日）
- レギュラー解説
  - 戸田和幸（現：SC相模原監督、2021年2月26日 - 2022年10月14日・隔週）[8]
- ナレーション
  - ゴブリン （大沢事務所所属、2022年9月9日 - 2022年11月4日、ノンクレジット） [9]
  - 金光祥浩 （青二プロダクション所属、2023年2月17日 - 6月11日）

## ゲスト出演者
- 中村憲剛（2020年2月19日）

## 番組内容
UEFAチャンピオンズリーグ及びUEFAヨーロッパリーグの試合情報がメインのサッカー番組。火曜日～木曜日の深夜に試合がある週に、UEFAチャンピオンズリーググループステージ・決勝トーナメントの全試合全ゴール及びUEFAヨーロッパリーググループステージ・決勝トーナメントの注目試合を中心にダイジェストを紹介。レギュラー解説者による徹底分析でUEFAチャンピオンズリーグの試合で注目したポイントを振り返る。

## 主なコーナー

### 現在
- Focus On The Player
- 薮宏太のチャンピオンズリーグハッシュタグ
- 宮脇美咲の脇見リサーチ!

### 過去
- Match Analysis
- 薮宏太のNext Match Preview!

## スタッフ
- 取材協力 - NOVAJIKA
- 衣装協力 - DHOLIC、ABISTE、NEWYORKER、BLACK LABEL
- 写真提供 - アフロ　Getty Images
- 制作協力 - SPBC（2021年2月 - 2022年5月） → fmt（2022年9月 - ）
- 制作著作 - WOWOW